# Krokau
Krokau est une commune allemande du Schleswig-Holstein, située dans l'arrondissement de Plön, à un kilomètre à l'ouest de Schönberg (Holstein), près de la mer Baltique. Krokau fait partie de l'Amt Probstei qui regroupe 20 communes situées dans la région du même nom.